# Calamosternus prusai
Calamosternus prusai är en skalbaggsart som beskrevs av Tesar 1945. Calamosternus prusai ingår i släktet Calamosternus och familjen Aphodiidae. Inga underarter finns listade.